# Oktavios Menodoros
Oktavios Menodoros war ein antiker griechischer Toreut (Metallbildner), der wahrscheinlich in augusteischer Zeit tätig war.
Oktavios Menodoros ist heute nur noch aufgrund einer Signatur auf einer vergoldeten Silberkanne bekannt. Sie zeigt eine Opferszene, die Ernst Künzl im Lexicon Iconographicum Mythologiae Classicae als Opferhandlung des Priesters Chryses während des Trojanischen Krieges deutet.